# 春木競馬場
春木競馬場（はるきけいばじょう）は、かつて大阪府岸和田市に存在した競馬場である。

## 沿革

### 開設〜戦中
- 1927年（昭和2年）、南海興行株式会社により泉南郡南掃守村大字西之内（現：岸和田市西之内町）に建設される[1]。

- 1928年（昭和3年）11月、当時の泉南畜産組合が認可を得て競馬を開催。これが大阪府下で最初の競馬とされる[1]。以後、春秋に各3日間、後に4日に変更し開催され、地方競馬としては珍しい障害競走も行われていた[2]。
- 1930年（昭和5年）の秋開催で、地方競馬としては全国1位の売り上げとなる[2]。

- 1933年（昭和8年）、木造ながら総面積52,710坪、馬場8,630坪、走路1周1,250m、建造物延べ1,060坪に増改築。戦前の関西では代表的な競馬場であった。
- 1939年（昭和14年）、軍馬資源保護法が施行され、競馬は軍用保護馬鍛錬競走として行われることとなる。

- 1940年（昭和15年）、施設所有者が南海興行株式会社から南海鉄道株式会社（現・南海電気鉄道株式会社の前身）に代わる[1]。
- 1942年（昭和17年）秋、戦時下にもかかわらず売り上げが全国1位となる[2]。

- 1944年（昭和19年）、馬の徴用や戦局の悪化により開催中止となり、グライダー練習場などに転用された[1]。

### 戦後
- 1946年（昭和21年）、10月23日から28日までの6日間に太平洋戦争後初めての競馬が大阪府馬匹組合連合会主催で開催された[3]。
- 1947年（昭和22年）の売り上げ総額が、八王子競馬場に次ぐ全国2位となる[2]。
- 1948年（昭和23年）7月、競馬法の公布を機に、施設が大阪府に無償譲渡される[3]。
- 1948年（昭和23年）8月から大阪市、堺市、豊中市、布施市（現・東大阪市西部辺りにあった市）が競馬の単独開催を行い[3]、戦後長居に開設された大阪競馬場とともに、公営競馬として開催されている。
- 1949年（昭和24年）8月から岸和田市、貝塚市、八尾市、吹田市で四市競馬組合が結成され、新たに競馬開催に加わる[3]。
- 1951年（昭和26年）、守口市、泉佐野市、池田市、泉大津市、高槻市、枚方市、茨木市、富田林市、寝屋川市の九市競馬組合も新たに開催に加わり[4]、府下の17市が主催団体となる。
- 1950年代初めには福山競馬場や園田競馬場との交流が深く、この当時通年開催でなかった福山の騎手や馬が貨物列車で関西に遠征し、福山の開幕まで当地に滞在していた。また、春木から福山への遠征も見られたという[注 1]。
- 1958年（昭和33年）、大阪市が競馬開催権を返上し、翌年には大阪競馬場が廃止された。
- 1960年（昭和35年）、前出の競馬主催自治体17市から大阪市を除く16市により大阪府都市競馬組合を結成し、引き続き開催を継続[4]。売り上げも順調に伸び、日本有数の売り上げを誇るようになった。
- 1964年（昭和39年）12月、鉄筋4階の新たなスタンドが完成。
- 1966年（昭和41年）には1開催平均3億円まで売り上げが伸びて前途はまだ明るかったが、この時期がピークでやがて売り上げの低迷が続く中で廃止に追い込まれていく。

### 競馬廃止へ
1968年（昭和43年）、競馬法の改正により大阪府と岸和田市のみが競馬開催権を持つこととなったが、時の府知事左藤義詮が公営競技廃止の方針を示し、岸和田市も明確な態度を示さなかったことから、府は競馬廃止の方針を打ち出し、突然の開催停止に至った。これに対し、それまで競馬開催権を持っていた各市や競馬関係者より、急な競馬廃止は競馬関係者の生活権を奪い、かつ混乱を招くとして反対の声があがり、調整の結果、競馬廃止を円滑に行うための資金確保などの措置として、1968年（昭和43年）から1970年（昭和45年）の3年間を限度として開催継続を決定した。
しかし、当初の見積もりよりも売り上げの伸びが低かったことから、競馬廃止に伴う資金の確保が充分ではないとして、府下の各市町村や競馬関係者が開催延長を要望したものの、府からの明確な回答がないまま、1971年（昭和46年）3月に開催期限が終了した。その後も、引き続き競馬再開を求める前述の関係者と、競馬廃止を求める地元住民や市民団体との陳情合戦が続くなどの混乱が生じた末、廃止に伴う補償額が62億円で妥結したことから、1972年（昭和47年）から1973年（昭和48年）の2年間のみ競馬開催を行うことで大阪府が合意し、競馬は1年ぶりに再開された。
再開後は、折からの競馬ブームもあって順調な売り上げに推移し、補償額の確保が終了したことから、1974年（昭和49年）3月の開催を最後に廃止された。跡地は現在岸和田市中央公園となっている。公園南西側に一部トラックの跡が林として残っている（ゲートボール場「すぱーく岸和田」の周囲）。
春木競馬場は、売り上げが好調であるにもかかわらず廃止された競馬場として、特異な存在である。また、競馬廃止に伴う補償金を、自らの売上金で得ることができたことも特筆される。また、紀三井寺競馬とは人馬の交流があり、春木競馬の廃止が紀三井寺競馬にも影響を与え、のちの廃止に繋がったという見方もある。

## 主要競走
サラブレッド
- 地全協会長賞
- 春木記念
- 春木盃

アラブ
- 農林大臣賞
- コガネマル記念
- 金剛賞
- 4歳優駿
- 4歳クイン賞
- 新春盃
- なにわ賞
- ちきり賞
- いずみ賞
- かつらぎ賞
- くめだ盃
- 貝塚市長賞

障害
- 千成賞
- 南海盃
- 春木大障害

ほか

## 交通アクセス
- 南海電気鉄道南海本線 春木駅下車すぐ。
- 国鉄（現・JR西日本）阪和線久米田駅より約700 m。

## その他
- 春木競馬場では、地方競馬で最後まで障害競走を行っていた。障害コースは馬場内にX字形に存在していた。また場内に春木川が流れており、コース上に橋が存在していた。
- 当地でリーディングジョッキーを獲得したことのある山中利夫は、廃止後、いくつかの地方競馬場を転々としながら騎手を続け、最終的に金沢競馬場に所属して長く現役を勤めた。2005年3月にJRA所属の岡部幸雄が引退してからは現役最年長騎手となっていたが、2012年7月に63歳で引退した。